# ريتشارد ليونارد (سياسي إسكتلندي)
ريتشارد ليونارد (بالإنجليزية: Richard Leonard) سياسي بريطاني وزعيم حزب العمال الإسكتلندي وعضو بالبرلمان الإسكتلندي عن منطقة وسط اسكتلندا. تفوق على منافسه أنور سروار في انتخابات زعامة الحزب للعام 2017.